# Zipa

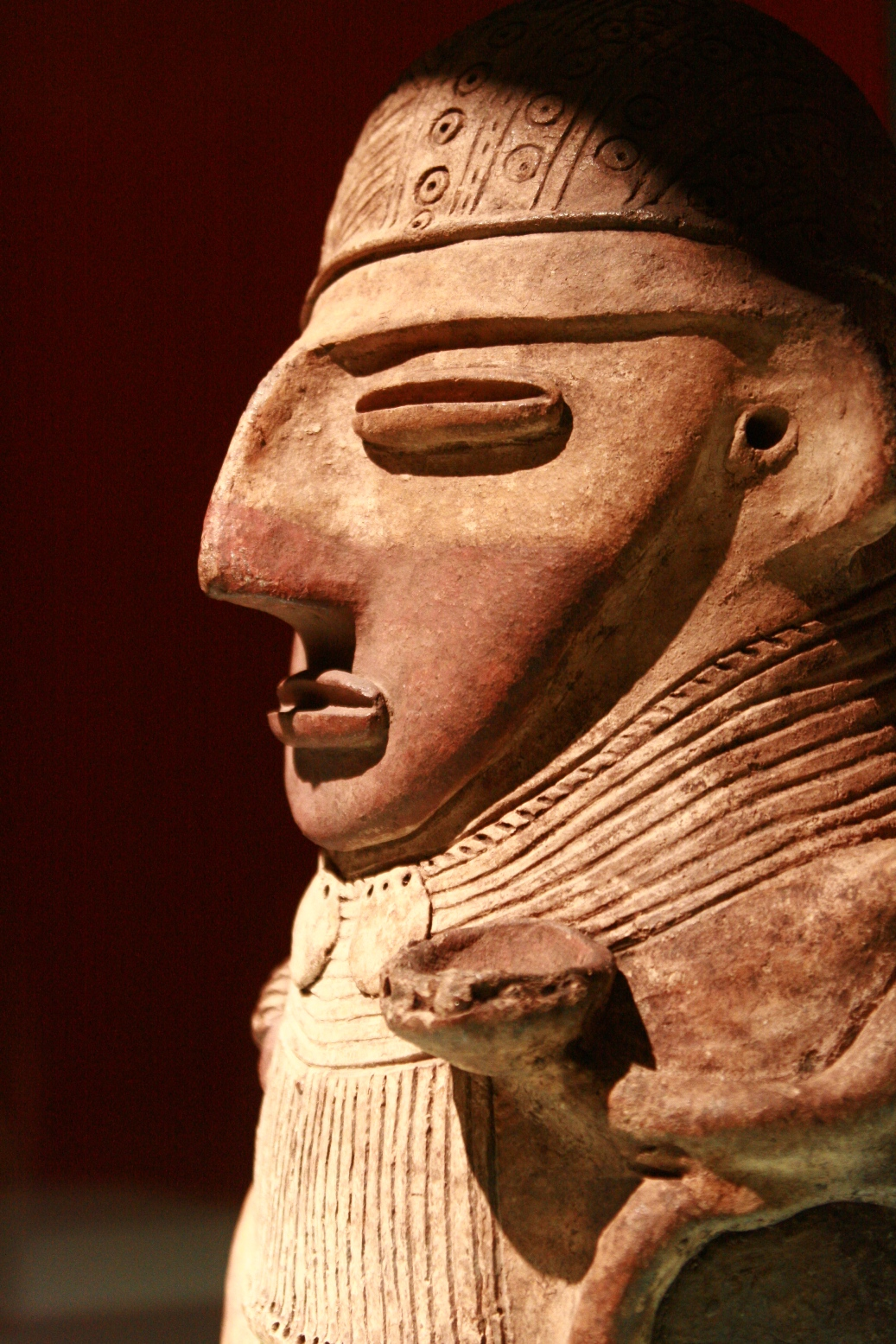
Museo del oro, homme de Bogotá dont les yeux et la bouche ont été créés à partir de doubles bandes.

Zipa était le titre de noblesse des gouvernants du caciquat de Bacatá (es), partie sud de la Confédération Muisca, dans l'altiplano Cundiboyacense. Son siège de gouvernement se trouvait dans la ville de Funza, près de l'actuelle Bogota.
Lorsque Gonzalo Jiménez de Quesada arriva à Bogotá, le zipa régnant était Tisquesusa (es).

## Zipas de Bacatá
- Meicuchuca (es) (1450 - 1470) Premier zipa de Bacatá,
- Saguamanchica (es) (1470 -1490) Second zipa de Bacatá,
- Nemequene (es) (1490 - 1514) Troisième zipa de Bacatá,
- Tisquesusa (es) (1514 - 1537) Quatrième zipa de Bacatá, qui occupait le trône  lors de l'arrivée des conquistadors espagnols. Meurt assassiné par les troupes de Gonzalo Jiménez de Quesada.
- Sagipa ou Zaquezazipa (1537 - août 1538): Cinquième et dernier Zipa de Bacatá, exécuté par Jiménez de Quesada.